# Experimento natural
Um experimento natural é um estudo empírico no qual indivíduos (ou grupos de indivíduos) são expostos às condições experimentais e de controle que são determinadas pela natureza ou por outros fatores fora do controle dos investigadores. O processo que rege as exposições sem dúvida se assemelha à atribuição aleatória. Assim, os experimentos naturais são estudos observacionais e não são controlados no sentido tradicional de um experimento randomizado (um estudo de intervenção). Experimentos naturais são mais úteis quando houve uma exposição claramente definida envolvendo uma subpopulação bem definida (e a ausência de exposição em uma subpopulação semelhante), de modo que mudanças nos resultados possam ser atribuídas plausivelmente à exposição. Nesse sentido, a diferença entre um experimento natural e um estudo observacional não experimental é que o primeiro inclui uma comparação de condições que abrem caminho para a inferência causal, mas o segundo não.
Experimentos naturais são empregados como desenhos de estudo quando a experimentação controlada é extremamente difícil de implementar ou antiética, como em várias áreas de pesquisa abordadas pela epidemiologia (como avaliar o impacto na saúde de vários graus de exposição à radiação ionizante em pessoas que vivem perto de Hiroshima no momento da explosão atômica) e economia (como estimar o retorno econômico sobre a quantidade de escolaridade em adultos norte-americanos).

## História

Mapa de John Snow mostrando o agrupamento de casos de cólera no Soho durante a epidemia de Londres de 1854

Um dos primeiros experimentos naturais mais conhecidos foi o surto de cólera da Broad Street em 1854 em Londres, Inglaterra. Em 31 de agosto de 1854, um grande surto de cólera atingiu o bairro Soho. Nos três dias seguintes, 127 pessoas perto da Broad Street morreram. No final do surto, 616 pessoas haviam morrido. O médico John Snow identificou a fonte do surto como a bomba de água pública mais próxima, usando um mapa de mortes e doenças que revelou um conjunto de casos ao redor da bomba.
Neste exemplo, Snow descobriu uma forte associação entre o uso da água da bomba e mortes e doenças por cólera. Snow descobriu que a Southwark and Vauxhall Waterworks Company, que fornecia água para distritos com altas taxas de doenças, obtinha a água do Tâmisa a jusante de onde o esgoto bruto era despejado no rio. Por outro lado, os distritos que eram abastecidos pela Lambeth Waterworks Company, que obtinha água a montante dos pontos de descarga de esgoto, tiveram baixas taxas de doenças. Dado o desenvolvimento quase aleatório do abastecimento de água em meados do século XIX em Londres, Snow viu os desenvolvimentos como "um experimento... na maior escala". Claro, a exposição à água poluída não estava sob o controle de nenhum cientista. Portanto, esta exposição foi reconhecida como sendo um experimento natural.

## Exemplos recentes

### Proibição de fumar
Em Helena, Montana, a proibição de fumar estava em vigor em todos os espaços públicos, incluindo em bares e restaurantes, durante o período de seis meses de junho de 2002 a dezembro de 2002. Helena é isolada geograficamente e atendida por apenas um hospital. Os pesquisadores observaram que a taxa de ataques cardíacos caiu 40% enquanto a proibição de fumar estava em vigor. Os opositores da lei prevaleceram na suspensão da aplicação da lei após seis meses, após os quais a taxa de ataques cardíacos voltou a subir. Este estudo foi um exemplo de experimento natural, chamado de experimento case-crossover, onde a exposição é removida por um tempo e depois devolvida. O estudo também observou suas próprias fraquezas que potencialmente sugerem que a incapacidade de controlar variáveis em experimentos naturais pode impedir os investigadores de tirar conclusões firmes.'

### Melanismo industrial
Com a Revolução Industrial no século XIX, muitas espécies de mariposas, incluindo a bem estudada Biston betularia, responderam à poluição atmosférica de dióxido de enxofre e fuligem ao redor das cidades com melanismo industrial, um aumento dramático na frequência de formas escuras em relação às antigas e abundantes formas pálidas e salpicadas. No século XX, à medida que a regulamentação melhorou e a poluição caiu, proporcionando as condições para um experimento natural em larga escala, a tendência ao melanismo industrial foi revertida e as formas melânicas rapidamente se tornaram escassas. O efeito levou os biólogos evolucionistas L. M. Cook e J. R. G. Turner a concluir que "a seleção natural é a única explicação crível para o declínio geral".